# Penge (anime)
A Penge (ブレイド; Bureido; Blade) japán animesorozat. A Marvel Entertainment és a Madhouse együttműködésével készült a Marvel Anime sorozat negyedik tagjaként a Vasember, a Rozsomák és az X-Men után. A 12 részes sorozatot Japánban az Animax vetítette 2011. július 1. és 2011. szeptember 16. között.
Magyarországon szintén az Animax sugározta 2012. január 5. és 2012. február 9. között, majd később az AXN Sci-Fi is műsorára tűzte.

## Cselekmény
Eric Brooks, azaz Penge vámpírvadászként védi az elesetteket a vámpíroktól. Ő maga is félig vámpír, azonban képes fényben járni. Penge és Noah van Helsing az Existence nevű kelet-ázsiai szervezet után nyomoz, amit félvér vámpírok hoztak létre a tisztavérűek ellen és a vezetője az a Deacon Frost, aki megölte Penge anyját, Tara Brookst. Útja során csatlakozik hozzá egy lány, Makoto, aki szintén vámpírvadász. A nyomok Japánból a Fülöp-szigetekre, majd Indonéziába, végül az Existence központjába, a vámpírok városaként is emlegetett Armarotba vezetnek, közben több legendás és mutáns vámpír állja útjukat.

## Szereplők
| Szereplő            | Japán hang                           | Angol hang                             | Magyar hang                          |
| ------------------- | ------------------------------------ | -------------------------------------- | ------------------------------------ |
| Eric Brooks / Penge | Ócuka Akio Minagava Dzsunko (gyerek) | Harold Perrineau Noah Bentley (gyerek) | Galambos Péter Bogdán Gergő (gyerek) |
| Deacon Frost        | Iszobe Cutomu                        | J. B. Blanc                            | Gáspár András                        |
| Lucius Isaac        | Tocsi Hiroki                         | Christopher Corey Smith                | Magyar Bálint                        |
| Makoto              | Szakamoto Maaja                      | Kim Mai Guest                          | Bogdányi Titanilla                   |
| Noah van Helsing    | Szaka Oszamu                         | Troy Baker                             | Vass Gábor                           |
| Tara Brooks         | Tanaka Acuko                         | Nayo Wallace                           | Czirják Csilla                       |
| Logan / Rozsomák    | Kojama Rikija                        | Milo Ventimiglia                       | Sinkovits-Vitay András               |
| Mikage Kikjó        | Hagivara Maszato                     | Steven Blum                            | Renácz Zoltán                        |
| Szaragi             | Egava Hiszago                        | Kyle Hebert                            | Végh Ferenc                          |
| Alice               | Igarasi Hiromi                       | Janice Kawaye                          | N/A                                  |

## Zene
A Penge nyitótémája a Slashing Through the Night, zárótémája pedig a Between Darkness and Sanity Takahasi Tecuja előadásában.

## Epizódok
| #  | Epizód címe | Első japán sugárzás  | Első magyar sugárzás |
| -- | --- | -------------------- | -------------------- |
| 1  | A neve: Penge Szono otoko, Blade (その男、ブレイド; Szono otoko, Bureido; Hepburn: Sono Otoko, Bureido)                              | 2011. július 1.      | 2012. január 5.      |
| 2  | Őrült világ Kurutta szekai (狂った世界; Hepburn: Kurutta sekai)                                                                      | 2011. július 8.      | 2012. január 5.      |
| 3  | A vámpírvadász Vampire Hunter (ヴァンパイア・ハンター; Vanpaia Hantá; Hepburn: Vanpaia Hantā)                                        | 2011. július 15.     | 2012. január 12.     |
| 4  | Ifjúságom napjai Sónen no dzsibi (少年の日々; Hepburn: Shōnen no jibi)                                                               | 2011. július 22.     | 2012. január 12.     |
| 5  | A fénylő sziget Hikaru sima (光る島; Hepburn: Hikaru shima)                                                                          | 2011. július 29.     | 2012. január 19.     |
| 6  | A sámán Mahói no otoko (魔法医の男; Hepburn: Mahōi no otoko)                                                                         | 2011. augusztus 5.   | 2012. január 19.     |
| 7  | A fénybenjáró és a mutáns Day Walker to Mutant (デイ・ウォーカーとミュータント; Dei uóká to mjútanto; Hepburn: Dei uōkā to myūtanto) | 2011. augusztus 12.  | 2012. január 26.     |
| 8  | Az örök apokalipszis Eien no mokusiroku (永遠の黙示録; Hepburn: Eien no Mokushiroku)                                                 | 2011. augusztus 19.  | 2012. január 26.     |
| 9  | Mester és tanítványok Sitei no kizuna (師弟の絆; Hepburn: Shitei no kizuna)                                                          | 2011. augusztus 26.  | 2012. február 2.     |
| 10 | A gyász örvénye Dókoku no uzu e (慟哭の渦へ; Hepburn: Dōkoku no uzu e)                                                               | 2011. szeptember 2.  | 2012. február 2.     |
| 11 | Társak Aibó (相棒; Hepburn: Aibō) | 2011. szeptember 9.  | 2012. február 9.     |
| 12 | A sötétség túloldalán Jami no mukógava (闇の向こう側; Hepburn: Yami no mukōgawa)                                                     | 2011. szeptember 16. | 2012. február 9.     |

## Fogadtatás
James Harvey a Nick and More!-tól a Pengét érzete a legjobb Marvel Anime-sorozatnak. Élvezte, hogy bár epizódról epizódra számos mellékszálat fűztek a történetbe, azok jól illeszkedtek, nem terelték rossz mederbe a fő történetet. Úgy gondolta, hogy ez a sorozat jobban ütemezett volt, mint a többi. Dicsérte a többféle fajtájú vámpírokat és Penge háttértörténetét. Megjegyezte, hogy sok szereplő ugyanúgy mutatja be eredetét és motivációit, de nem érezte ismétlődőnek és csak pillanatnyilag késleltette a sorozatot. Dicsérte az animációt, bár alkalmanként gyengének érezte. Összességében a kritikus szerint volt olyan jó, mint az X-Men és egyben a Rozsomák ellentéte. Az anime és Marvel-rajongóknak egyaránt ajánlotta: „Penge világának őrületét tökéletesen fordítja le az anime csavart stilizálása, eredményként egy ösztönös kalandot kapva, amelyet érdemes végigkövetni”.